# Aerosakulitis
Aerosakulitis ali bolezen zračnih vreč, pa tudi sindrom zračnih vreč in okužba (infekcija) zračnih vreč, je pogosto vnetno stanje zračnih vreč pri ptičih, ki ga povzroča mikrobna (večinoma bakterijska) okužba. Bolezen ima večje število možnih povzročiteljev in je široko razširjena po svetu.
Ker je bolezen močno nalezljiva, je še posebej nevarna za udomačene ptiče (perutnino), ki jih gojijo v velikih živilskih obratih. Pojav aerosakulitisa v velikih gojenih jatah lahko pomeni ključno ekonomsko izgubo, kajti okužene ptiče je potrebno previdno pregledati in ob tem odstraniti vso okuženo tkivo, ki se ga ne sme uporabiti za človeško hrano. V hudih primerih okužbe se zavrže celotno ptico.
Navadno bolezen prizadene mlajše ptiče, ki so stari med 6 in 12 tednov. Značilnost aerosakulitisa je vneta sluznica (mukozna membrana) ptičjih zračnih vreč, ki oteče in pordeči, sami okuženi ptiči pa izkazujejo različne simptome, kot so na primer kašljanje, letargičnost, otekanje vratu, oteženo dihanje, izguba apetita in telesne teže ipd.
Enak izraz se uporablja za bakterijsko okužbo in sledeče vnetje grlnih (laringealnih) zračnih vreč pri nečloveških prvakih.

## Pri ptičih

### Anatomske osnove
Dihalni sistem ptičev se močno razlikuje od sistema, ki ga je moč najti pri sesalcih. Ptiči imajo relativno majhna pljuča, ki so toga in ne krčljiva kot pri sesalcih. Pljuča slednjih se namreč med dihalnim ciklom izmenično širijo in krčijo. Še ena pomembna razlika med dihalnima sistemoma je odsotnost tako imenovanih zračnih vreč pri sesalcih. Takšne strukture ptičem pomagajo pri nadziranju zračnega toka skozi dihalni sistem. Ptiči nimajo trebušne prepone.

### Znaki in simptomi
Aerosakulitis je vnetno stanje, ki se pojavi kot posledica okužbe zračnih vreč z različnimi vrstami mikrobov, predvsem bakterij. Bolezen spominja na sesalčji bronhitis in pljučnico, četudi so tukaj prizadeti drugi deli dihalnega sistema.
V redkih primerih aerosakulitis ne izkaže simptomov (je asimptomatski). Okuženi ptiči navadno izgledajo bolno; spodnji del njihovega vratu lahko oteče, živali pa težko dihajo. Ptiči pogosto kašljajo, imajo okrnjen apetit in izgubijo telesno težo, vidni so izcedek iz nosu in zamašene nosnice (nahod), perje je razmršeno, oči so solzne, ptice so letargične. Okužene samice ležejo manj jajc, medtem ko lahko mladiči izkazujejo nepravilnosti rasti.
Pri obdukciji je razvidna zamašenost zračnih vreč, grla in nosnic. Zračne vreče pordečijo, zatečejo in izločajo veliko tekočine.

### Vzrok
Vzrok aerosakulitisa je bakterijska okužba zračnih vreč. Med pogoste povzročitelje spadajo vrste, kot so patogena Escherichia coli, Mycoplasma gallisepticum (MG), Mycoplasma synoviae (MS), Mycoplasma meleagridis (MM), Ornithobacterium rhinotracheale (ORT) in Bordetella avium. Aerosakulitis lahko povzročijo tudi drugi mikrobi (glive in v redkih primerih celo virusi). Le redko je stanje posledica neustreznega cepiva ali načina cepljenja.
Bolezen je močno nalezljiva med ptiči, a je sama raven kužnosti odvisna od povzročitelja. Določene bakterijske vrste (sploh E. coli), ki pri ptičih povzročijo aerosakulitis, se lahko prenesejo na ljudi. V nekaterih primerih je bolezen latentna, kar pomeni, da bakterije v preživelih ptičih ostanejo v stanju dormance in se kasneje prenesejo na še ne okužene osebke.

### Diagnoza in zdravljenje
Potrebno je opazovati tipične simptome. Bolezen je moč diagnosticirati tudi s pomočjo radiografije in endoskopije. Po natančnem opazovanju (denimo biopsiji zračnih vreč) veterinarji navadno predpišejo antibiotike, ki ustrezajo ugotovljenemu povzročitelju. Pomembno je tudi, da se diagnosticira morebitne dodatne (komorbidne) bolezni. Ognojke (abscese) in granulome se lahko odstrani kirurško.
Za preprečevanje pojava aerosakulitisa je potrebno perutnino gojiti v suhih in toplih (ne prehladnih in ne prevročih) pogojih, z ustrezno sanitacijo, dostopom do čiste pitne vode in svežim zrakom (prezračevanjem).

### Prognoza
Prognoza je navadno dobra, pri čemer obolele ptice nekaj časa doživljajo zmerne bolečine. Po nekaterih podatkih okreva 2/3 obolelih ptičev, ki nekaj časa izkazujejo značilne simptome. Hitra in pravilna skrb zviša možnost preživetja. Pri določenih osebkih se pojavi bolezensko puljenje perja.

### Diferencialna diagnoza
Nekatere druge bolezni, ki prizadenejo ptičji respiratorni sistem in imajo podobne znake, so nahod (rinitis), bronhitis, okužba sapnika z glisto vrste Syngamus trachea in kronična respiratorna bolezen. Med druge bolezni, povezane s pojavom aerosakulitisa, spadajo tudi ptičja klamidioza, atipična kokošja kuga (bolezen Newcastle), aspergiloza in ornitobakterioza.

## Pri prvakih

### Bolezen in patologija
Občasno se izraz aerosakulitis uporablja za bakterijsko okužbo grlnih (laringealnih) zračnih vreč sesalcev, navadno prvakov. Tak aerosakulitis lahko vodi v razne kronične bolezni dihalnega sistema. Okužene zračne vreče se podebelijo. Pod mikroskopom je moč videti hiperplazijo ali hipertrofijo epitelijev, nekrozo celic, fibrozo in pojav bakterijskih kolonij. Med tipične simptome sodijo halitoza (slab zadah), kašljanje, rinoreja (izcedek iz nosu), depresija, anoreksija in izguba telesne teže.

### Anatomija in vloga
Poudariti je treba, da grlne (laringealne) zračne vreče niso sopomenka za pljučne mešičke (alveole, ki se jim včasih reče tudi zračne vreče/vrečke). Slednji predstavljajo zaključek sapničic (bronhiol) in služijo kot mesto izmenjavanja plinov med pljuči in krvjo. Okužena pljuča in vneto pljučno tkivo (vključno s pljučnimi mešički) sta znaka pljučnice in ne aerosakulitisa.
Pri prvakih se grlne zračne vreče pojavljajo pri nekaterih človečnjakih, medtem ko so odsotne pri ljudeh in manjših vrstah gibonov. Te strukture naj bi bile koristne za proizvajanje hitrih in podaljšanih sekvenc klicev. Takšno vedenje namreč potencialno vodi v hiperventilacijo, medtem ko posedovanje zračnih vreč omogoči vnovično dihanje prej izdihanega zraka.
Raziskovalci menijo, da je odsotnost teh zračnih vreč pri ljudeh posledica človeške sposobnosti prilagajanja dihalnih vzorcev med govorom in posledičnega zniževanja možnosti pojava hiperventilacije. Odsotnost zračnih vreč pri ljudeh naj bi predstavljala novo lastnost.